# Olavinlinna
Olavinlinna (en suédois : Olofsborg, en français : la forteresse d’Olaf), à Savonlinna, à la jonction du lac Haukivesi et du lac Pihlajavesi, est un château fort médiéval et l'un des principaux monuments historiques de Finlande. C'est le château médiéval encore debout le plus septentrional de la planète, et le premier de ce type, avec défenses d'artillerie, construit par les Suédois.

## Construction
Olavinlinna est construit sous le nom d'Olofsborg, ou Sankt Olofsborg, par Erik Axelsson Tott (ou Thott) (en finnois : Eerik Akselinpoika Tott) en 1475 afin de protéger la région de Savonie.
À la fin du XIVe siècle, la Norvège, le Danemark et la Suède forment l'union de Kalmar. 
Son ennemi le plus important est la république de Novgorod. 
L'union de Kalmar conclura des accords de paix et de cessez-le-feu avec Novgorod, mais la grande-principauté de Moscou, dirigée par Ivan III, constitue aussi une menace militaire pour la Finlande.
Lors du traité de Nöteborg, la frontière est tracée le long des voies navigables de Kyrönsalmi et d'Haukivesi à la frontière orientale de la paroisse de Juva.
Dans l'est de la Finlande, le château de Vyborg est le seul à assurer la défense de l'union de Kalmar.
Il est décidé de construire une nouvelle forteresse défensive sur la frontière orientale, qui est aussi destinée à contrôler les voies navigables de la région.
Il est décidé de construire le château sur l'île rocheuse du détroit Kyrönsalmi, prélevée sur les champs et les terres de la paroisse administrative de Juva, fondée le 19 janvier 442.
Le lieu est choisi car il est complètement entouré d'eau et le fort débit d'eau empêche le gel,,,,,.

## Olavinlinna et les guerres russo-suédoises

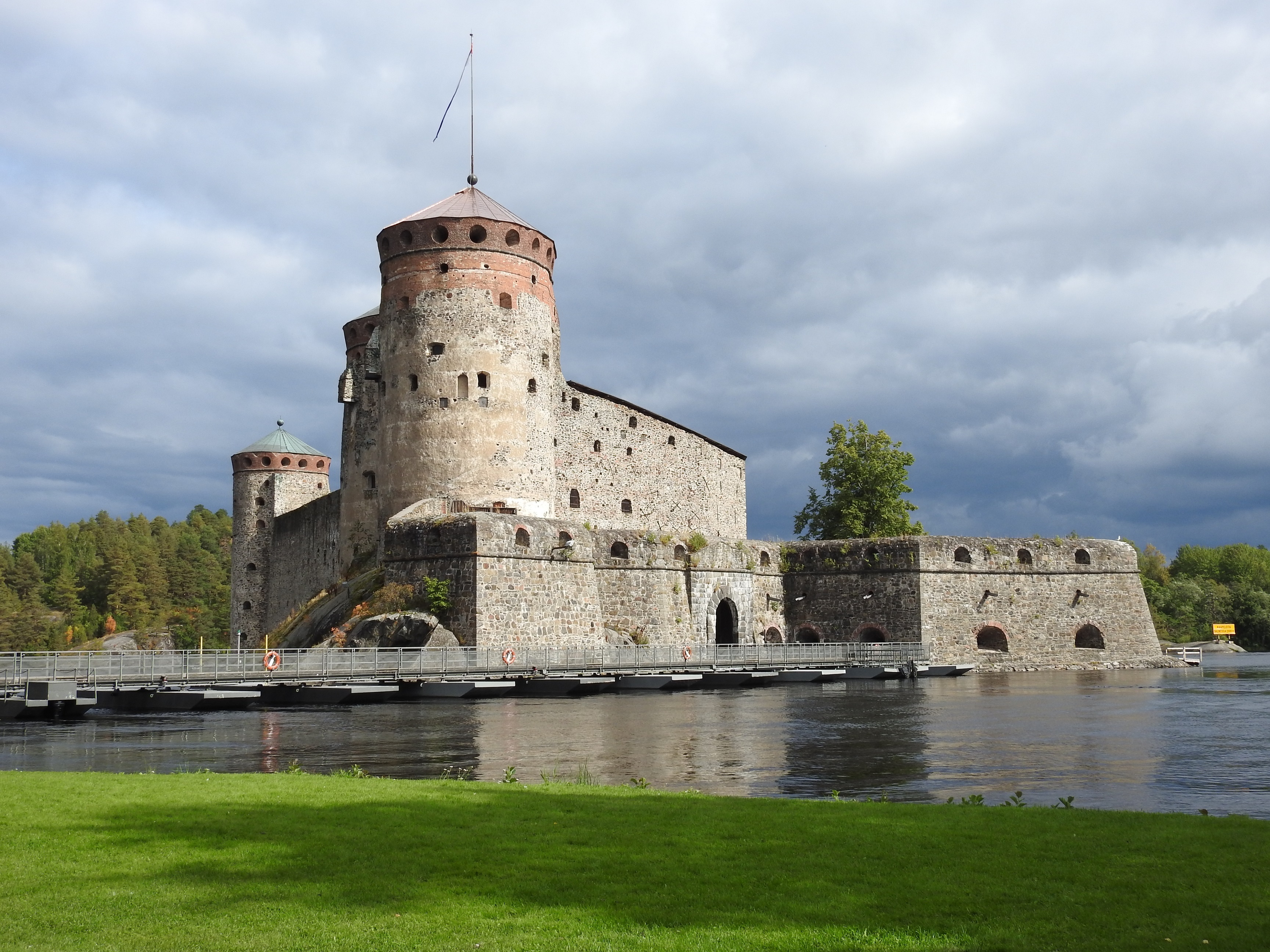
Olavinlinna vu de Tallisaari en 2015.

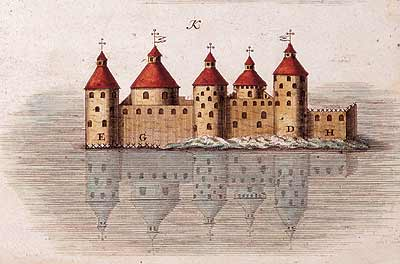
Olavinlinna dans une tenue des années 1690. L'image du nord montre encore les cinq tours du château. L'une des tours a été démolie dans la première moitié du XVIIIe siècle. Le dessin a été réalisé vers le milieu du XVIIIe siècle.

Pendant la guerre russo-suédoise de 1495-1497, Olavinlinna est le premier à être attaqué.
Avant la guerre, les Russes avait proposé 5 à 10 ans de paix et contre la cession d'Olavinlinna.
La défense d'Olavinlinna est assurée par Peter Kylliäinen, qui dispose de 150 ouvriers agricoles.
Pendant cette première guerre russo-suédoise, les Russes ont lancé trois attaques contre Olavinlinna, mais n'ont pas pu le prendre. 
Après la guerre, les conflits frontaliers se sont poursuivis et se sont terminés en 1510.
Devenu souverain de Suède en 1523, Gustave Ier Vasa, ordonne la réparation et l'amélioration d'Olavinlinna.
Les tours du château principal sont surélevées et une nouvelle grande tour d'artillerie est construite sur le parvis.
La tour est achevée en 1565. Parallèlement, les murs du château sont renforcés.
Aux XVIe et XVIIe siècles, on construit la tour de Kijli, des logements en bois, un bâtiment de commandant, un sauna, un atelier et un entrepôt.
Au cours de ces siècles, Olavinlinna a été la cible de plusieurs opérations militaires notamment pendant la seconde guerre russo-suédoise.
Après le traité de Stolbovo, la frontière orientale de la Suède s'est déplacée considérablement vers l'Est, Olavinlinna n'était plus une forteresse frontalière.
En 1622, le roi Gustave II Adolphe de Suède visite le château après son retour d'expéditions militaires en Pologne. Il était le seul roi à avoir visité Olavinlinna.
Avec la construction du château, la ville de Savonlinna s'est développée autour de lui.
Savonlinna a obtenu les droits de la ville en 1639.
Le château sera endommagé lors d'un incendie majeur en 1654,.
Pendant la grande guerre du Nord, le 28 juillet 1714, la garnison suédoise capitule devant les envahisseurs russes. 
Les Russes démolissent alors la tour de Saint-Erik, ne laissant que les deux étages les plus bas.
Après le traité de Nystad, signé en 1721, qui met fin à la guerre, la Suède récupère  la région de Savonlinna.
Pendant la guerre des chapeaux, les Russes reprennent   le château en 1743,
Le traité d'Åbo accorde toute la région de l'impératrice Élisabeth Ire de Russie.
À cette époque, Olavinlinna reste en territoire russe et les Russes y construisent des bastions.
En 1788, un canal d'eau entouré de murs est construit dans le château , car les tireurs d'élite finlandais et suédois pouvaient facilement tuer les chercheurs d'eau tout en assiégeant le château.
Pendant la guerre de Finlande, l'armée suédoise entoure le château, mais ne parvient pas à y rentrer.
La nouvelle partie du château a été nommée la forteresse de Souvorov, en l'honneur d'Alexandre Souvorov qui a mis en place le système de fortification du sud-est de la Finlande.
En 1791, la Tour épaisse est détruite lors de l'explosion d'un dépôt de poudre. 
Un bastion épais a été construit à sa place. 
Lorsque la Finlande devient russe en 1809, le château perdit son importance militaire, et devint alors une simple caserne jusqu'en 1847, puis une prison et un entrepôt. 
En 1868 et 1869, lors de deux grandes tempêtes, le feu a détérioré considérablement le château. 
Une restauration très importante a débuté en 1961 et s'est achevée en 1975.

## Bâtiments
Les bâtiments du château sont:
1. Château principal
2. Motte castrale

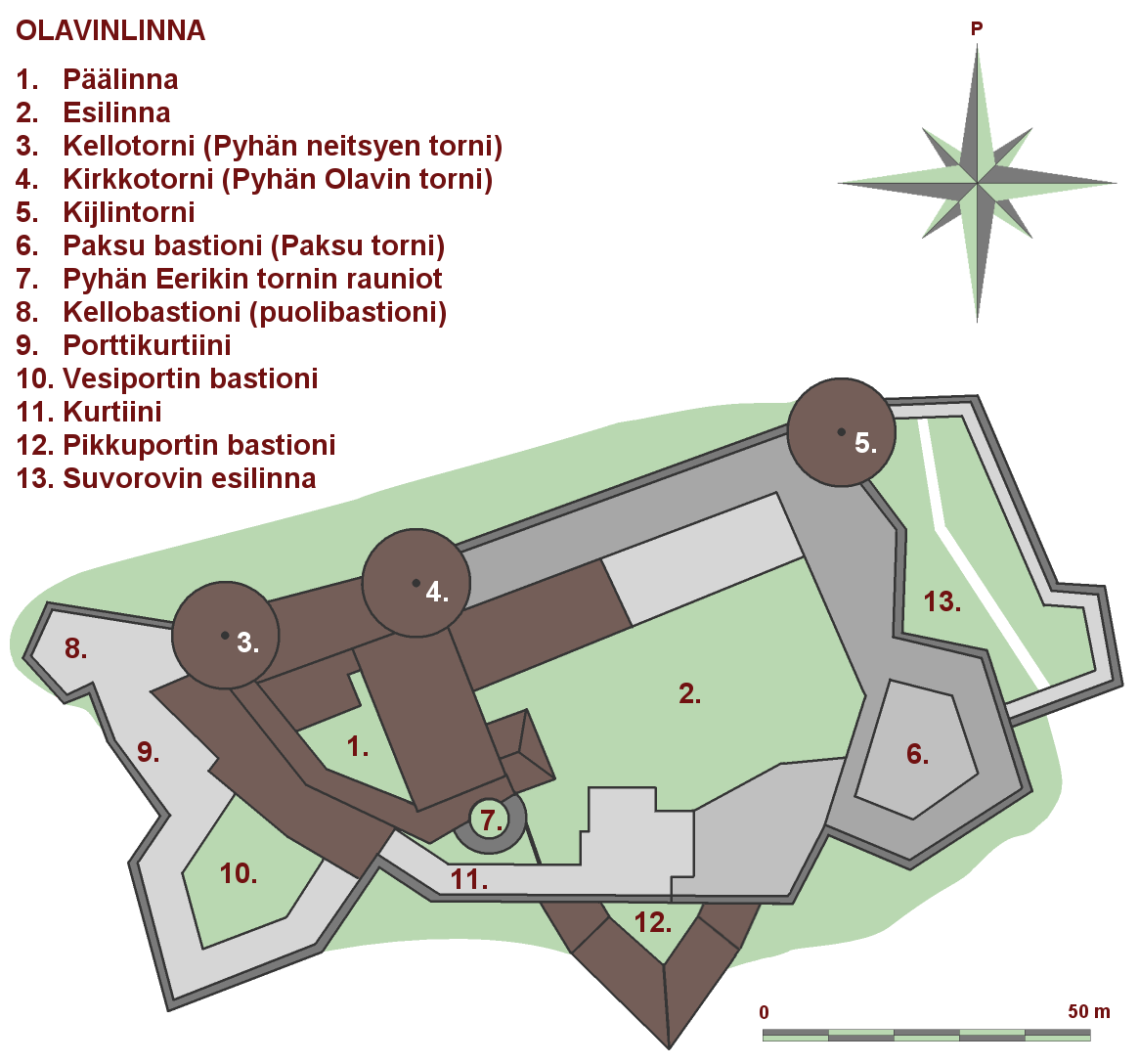
Le plan du château d'Olavinlinna et ses parties médiévales et postérieures.

3. Clocher (Tour de la Sainte-Vierge)
4. Tour de l'église (Tour de Saint-Olaf)
5. Tour de Kijl
6. Bastion épais (Tour épaisse)
7. Tour Saint-Erik (en ruines)
8. Bastion de la cloche (demi-bastion)
9. Courtine du Portail
10. Courtine de la Porte d'eau
11. Mur de la courtine
12. Bastion de la Petite porte
13. Motte castrale de Suvorov

L'axe principal d'Olavinlinna est oorienté est-ouest. 
À l'extrémité ouest se trouve le château principal et à l'extrémité Est se trouve le grand parvis. 
Le château principal triangulaire a trois tours.
Le mur entre les tours nord-ouest et sud est légèrement courbé en son milieu. 
Le château principal compte également un palais à trois étages, dont le dernier étage s'appelle maintenant la salle royale.
Au rez-de-chaussée se trouvent des entrepôts, au milieu la salle du château. 
La motte castrale est rectangulaire.
Le château compte aujourd'hui trois tours : la tour de l'église, le clocher et la tour de Kijli, du nom du commandant du château Nils Pederinpoika Kijli.
Les ruines de la tour Saint-Erik se trouvent également dans la région. 
La tour porte le nom d'Erik le Saint, qui était le saint patron de la Suède. 
La tour de l'église est appelée tour de la Sainte Vierge et le clocher est appelé tour de Saint-Olaf.
Dans la tour de l'église, il y a une petite chapelle catholique. 
La cinquième tour, la tour épaisse, a explosé lors d'une explosion de poudre au XVIIIe siècle,.

## Activités culturelles

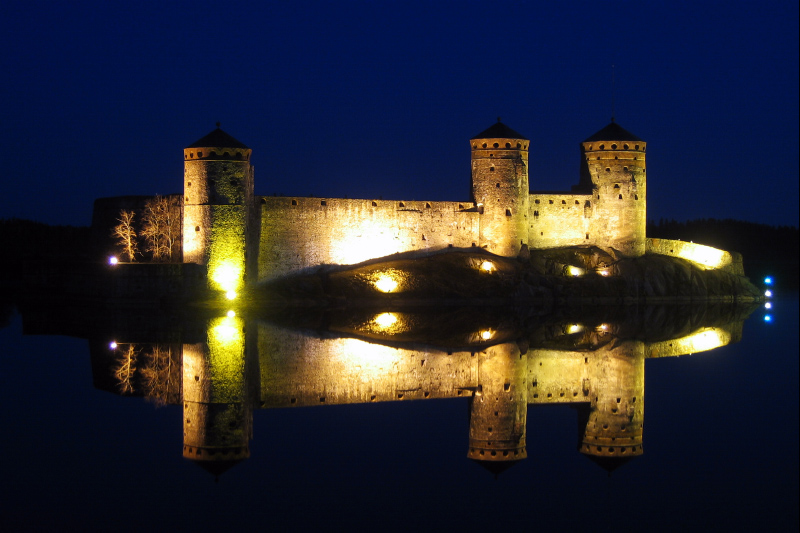

### Visites
Olavinlinna est une destination touristique populaire ouverte toute l'année. 
En 2019, environ 149 873 personnes ont visité Olavinlinna.

### Festival d'opéra

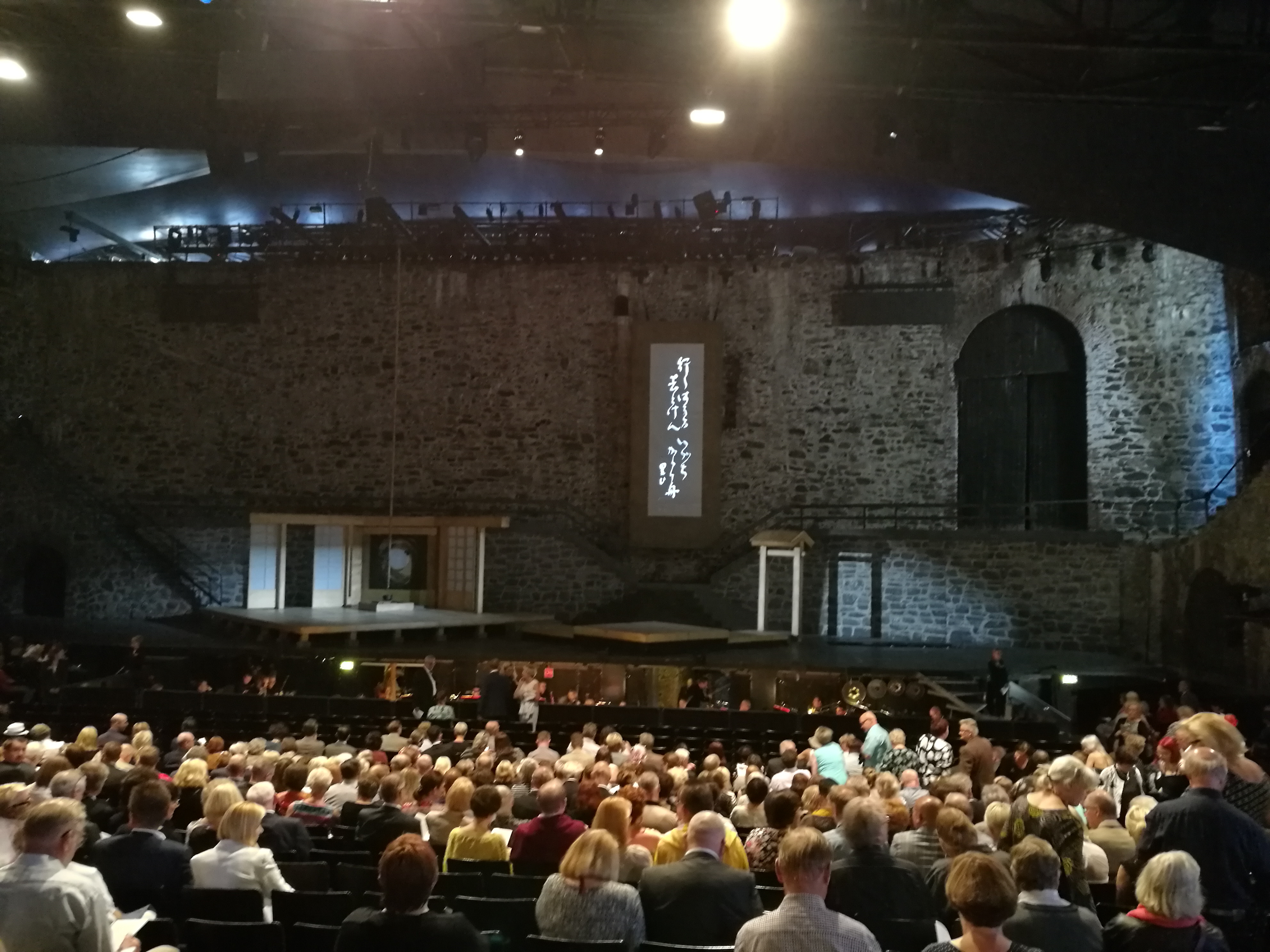
Représentation de Madame Butterfly pendant le festival de 2018.

Chaque été, depuis 1967, le château est le théâtre du festival d'opéra de Savonlinna.
Le premier festival d'opéra a été organisé à l'initiative d'Aino Ackté en 1912.
Aino Ackté avait visité le château en 1907 lors d'un festival et elle avait apprécié le  cadre du château pour accueillir un festival d'opéra. 
Après 1912, les festivités ont eu lieu et les années suivantes 1913, 1914, 1916.
Ensuite, il y a eu une pause jusqu'en 1930, puis une pause de 37 ans.
Depuis 1967, le festival d'opéra a lieu chaque année.
Chaque année, environ 70 000 spectateurs participent au Festival d'opéra, dont environ 10 % viennent de l'étranger.

### Musées
Le château abrite aussi deux petits musées. Le musée du château présente des objets trouvés dans le château ou qui s'y rapportent, et le musée orthodoxe présente des icônes et autres artefacts religieux de Finlande et de Russie.

### Évènements culturels
Savonlinna célèbre la Saint-Olaf le 29 juillet. 
C'est aussi la date anniversaire de la ville à laquelle des événements sont organisés à Olavinlinna.
Pendant la semaine de Pâques, une Passion est présentée dans la cour du château.